# Svor
Svor  (en allemand : Röhrsdorf bei Zwickau) est une commune du district de Česká Lípa, dans la région de Liberec, en Tchéquie. Sa population s'élevait à 649 habitants en 2021.

## Géographie
Svor se trouve à 14 km au nord-nord-est de Česká Lípa, à 33 km à l'ouest de Liberec et à 81 km au nord de Prague.
La commune est limitée par Jiřetín pod Jedlovou au nord, par Mařenice et Cvikov à l'est, par Radvanec au sud, et par Nový Bor, Polevsko et Kytlice à l'ouest.

## Histoire
La première mention écrite de la localité date de 1395.

## Administration
La commune se compose de deux quartiers :
- Rousínov
- Svor

## Galerie

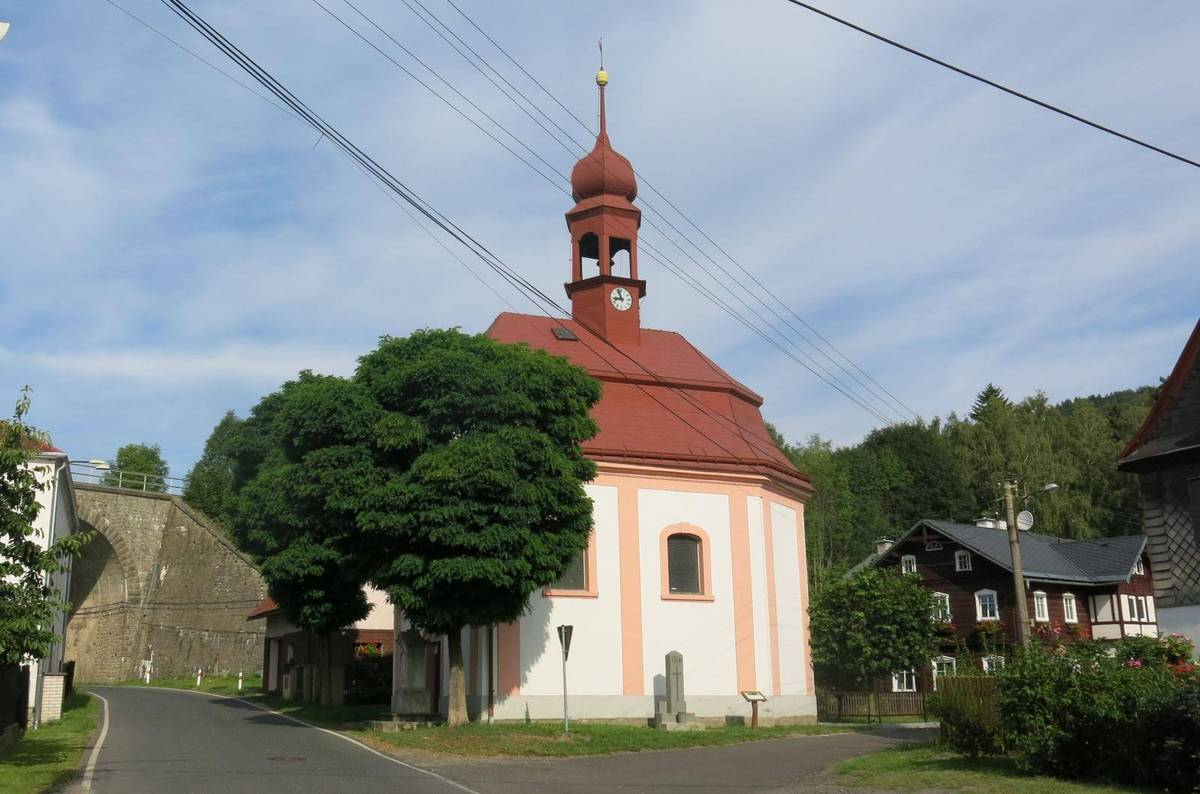
Chapelle de la Sainte-Trinité à Svor.
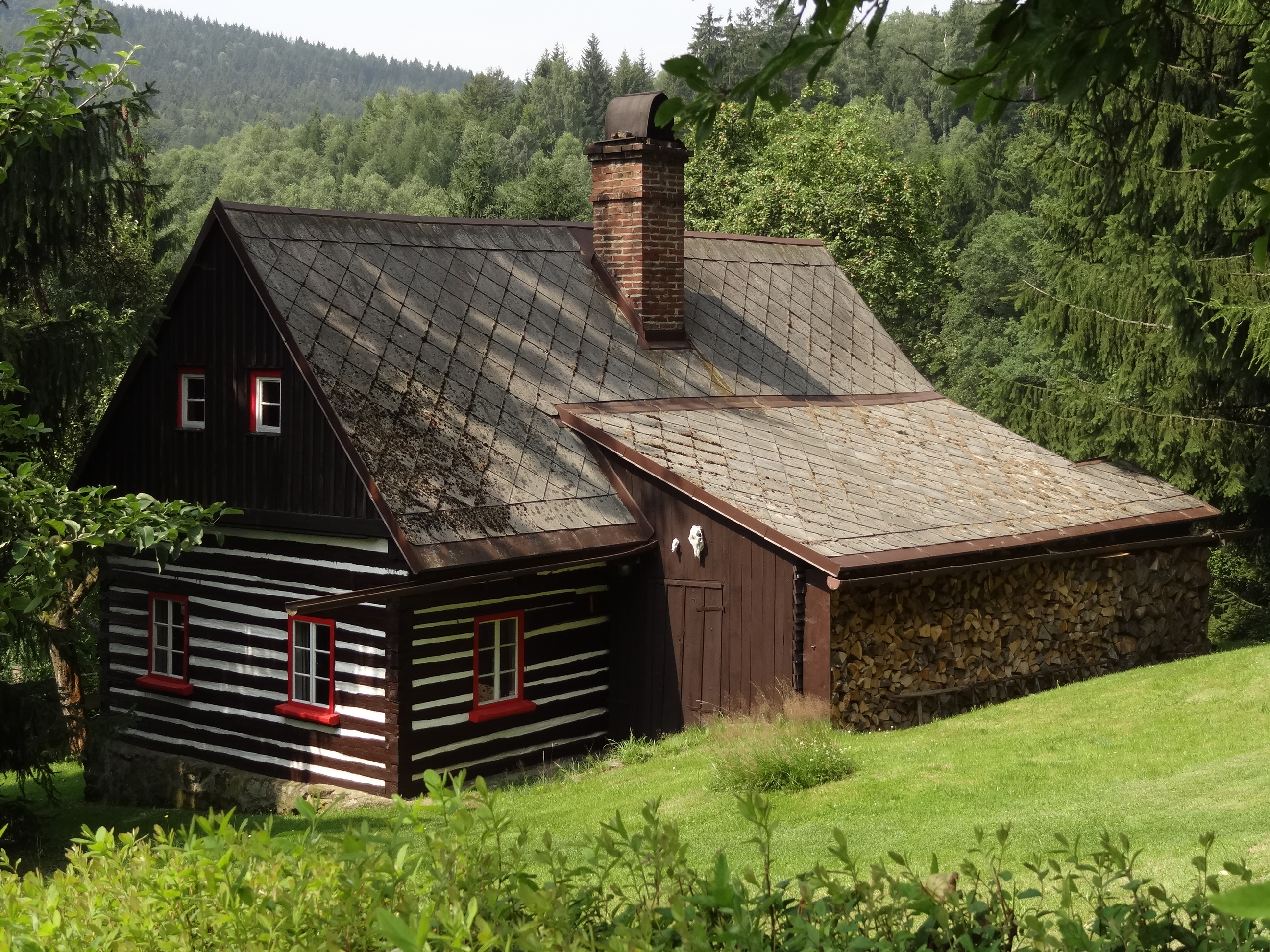
Maison traditionnelle à Rousínov.

## Transports
Par la route, Svor se trouve à 5 km de Nový Bor, à 14 km de Česká Lípa, à 38 km de Liberec et à 105 km de Prague.